# Royal Palace
Royal Palace  op. 17 es una ópera en un acto con música de Kurt Weill y libreto en alemán del poeta alsaciano Iwan Goll. Se estrenó el 2 de marzo de 1927 en la Ópera Kroll (Staatsoper am Platz der Republik) de Berlín.
Se estrenó junto con "Der neue Orpheus" op.15, cantata para soprano, violín y orquesta del mismo compositor y que ponía música a un poema de Goll. Dirigió Erich Kleiber, y fueron intérpretes la soprano Delia Reinhardt, los tenores Marcel Noë y Karl Jöken, los barítonos Leonhard Kern y Leo Schützendorf, así como el bajo Rudolf Watzke.
La trama gira en torno a una bella mujer que tiene que elegir entre tres hombres: su esposo, su antiguo amante y un nuevo admirador. Decide ahogarse en un lago. Weill usa por primera vez elementos del fox-trot, tango y elementos del jazz como el uso del saxofón.

## Grabación
Hay grabación del año 2004 con la Orquesta Sinfónica de la BBC dirigida por Andrew Davis y con los cantantes: Richard Coxon (El admirador del futuro), Stephen Richardson (El esposo), Ashley Holland (El amante de ayer), Janice Watson (Dejanira), Jeremy White y Camilla Tilling para el sello discográfico Capriccio (referencia 60106).